# Altaicos
Os altais (em altai:  Алтай-кижи), também os altaicos (em altai:  Алтайлар), são um grupo étnico turco de povos indígenas da Sibéria que vivem principalmente na República de Altai, na Rússia. Vários milhares de altaicos também vivem na Mongólia (Montanhas Altai) e na China (Prefeitura de Altai, Sinquião), mas não são oficialmente reconhecidos como um grupo distinto e listados sob o nome de oirates como parte dos mongóis, também como no Cazaquistão, onde são cerca de 200. Para etnônimos alternativos, veja também tieles, turcos carais e oirates. Durante a dinastia Iuã do Norte, foram governados na área administrativa conhecida como província de Telenguide.